# Тупилкин
Тупилкин — хутор в Балаковском районе Саратовской области в составе сельского поселения Быково-Отрогское муниципальное образование. 

## География
Находится на расстоянии примерно 20 километров по прямой на запад от города Балаково.

## Население
Постоянное население составляло 68 человек в 2002 году (русские 99%) ,  58 в 2010.